# Приветнинский Карьер
Приветнинский Карьер (до 1948 — Ино, фин. Ino) — посёлок в Полянском сельском поселении Выборгском районе Ленинградской области.

## История

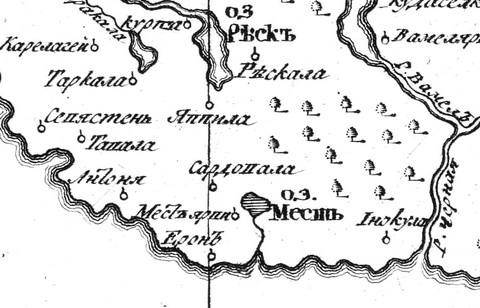
Деревня Инокула на русской карте 1745 года

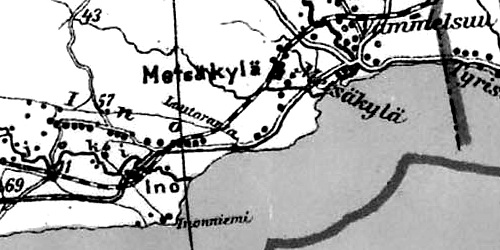
Деревня Ино на финской карте 1923 года

До 1939 года на месте современного посёлка находился хутор Кангасмяки деревни Ино волости Уусикиркко Выборгской губернии Финляндской республики.
С 1 января 1940 года по 30 сентября 1948 года — в составе Хаппальского сельсовета Койвистовского района.
С 1 июля 1941 года по 31 мая 1944 года — финская оккупация.
С 1 октября 1948 года в составе Октябрьского сельсовета Приморского района.
С 1 января 1949 года учитывается административными данными как деревня Карьер Приветненское.
С 1 июня 1954 года — в составе Рощинского района.
В 1958 году население деревни составляло 198 человек.
С 1 февраля 1963 года — в составе Выборгского района.
Согласно данным 1966 и 1973 годов посёлок Приветнинский Карьер (посёлок карьера Приветнино) входил в состав Октябрьского сельсовета.
Согласно данным 1990 года посёлок Приветнинский Карьер входил в состав Полянского сельсовета.
В 1997 году в посёлке Приветнинский Карьер Полянской волости проживали 9 человек, в 2002 году — 75 человек (русские — 90 %).
В 2007 году в посёлке Приветнинский Карьер Полянского СП проживали 6 человек, в 2010 году — 16 человек.

## География
Посёлок расположен в южной части района к северу от автодороги 41А-082 (Зеленогорск — Выборг) на 71,88 км перегона Приветненское — Куолемаярви линии Зеленогорск — Приморск — Выборг.
Расстояние до административного центра поселения — 39 км.
В посёлке расположена железнодорожная платформа 72 км. Расстояние до ближайшей железнодорожной станции Приветненское — 4 км.
К северу от посёлка протекает река Приветная.

## Демография
| 2007 | 2010 | 2017 | 2021 |
| ---- | ---- | ---- | ---- |
| 6    | ↗16  | ↘4   | ↗42  |

## Улицы
Железнодорожная, Звёздная, Зелёная, Лесная, Любимая, Радужная, Садовая, Сосновая, Яблоневая.